# Prowincja Nam Định
Nam Định wymowaⓘ – prowincja Wietnamu, znajdująca się w północnej części kraju, w Regionie Delty Rzeki Czerwonej.

## Podział administracyjny
W skład prowincji Nam Định wchodzi dziewięć dystryktów oraz jedno miasto.
- Miasta:

1. Nam Định

- Dystrykty:

1. Giao Thủy
2. Hải Hậu
3. Mỹ Lộc
4. Nam Trực
5. Nghĩa Hưng
6. Trực Ninh
7. Vụ Bản
8. Xuân Trường
9. Ý Yên